# Пойнтинг, Джон Генри
Джон Генри Пойнтинг (англ. John Henry Poynting; 9 сентября 1852 — 30 марта 1914) — британский физик. На протяжении 34 лет был профессором физики в Бирмингемском университете с 1880 года до своей смерти.
Член Лондонского королевского общества (1888).

## Научная деятельность
Он разработал теорию вектора Пойнтинга, который описывает направление и величину потока энергии электромагнитного поля и используется в теореме Пойнтинга о сохранении энергии электрического и магнитного полей (работа была опубликована в 1884 году). В 1893 году он выполнил точные измерения гравитационной постоянной из закона всемирного тяготения Ньютона. В 1903 году он первый осознал, что космическая пыль в Солнечной системе падает по спирали на Солнце. Позднее этот эффект был назван эффектом Пойнтинга — Робертсона, так как Говард Перси Робертсон первый дал объяснение этого эффекта с точки зрения теории относительности.
В 1884 году он занимался анализом цен на товары на фьючерсной бирже с помощью методов математической статистики.
В 1905—1906 годах Джон Генри Пойнтинг являлся президентом Лондонского общества физиков.
Кратеры на Марсе и кратер Пойнтинг на Луне названы в его честь, так же как и главное здание физического факультета Бирмингемском университете.

## Труды Дж. Г. Пойнтинга
- 1884 A Comparison of the Fluctuations in the Price of Wheat and in the Cotton and Silk Imports into Great Britain, Journal of the Royal Statistical Society; 47, 1884, p. 34—64.
- 1911 A Text-book of Physics: volume III: Heat. London, C. Griffin.
- 1913 The earth; its shape, size, weight and spin. Cambridge University Press.
- 1914 A Text-book of Physics: Electricity and Magnetism. Pts. I and II: Static electricity and magnetism. London, C. Griffin.
- 1920 Collected Scientific Papers. Cambridge University Press.